# Jean-Marc Renard
Pour les articles homonymes, voir Renard (homonymie).
Jean-Marc Renard est un boxeur belge né le 19 avril 1956 à Amay et mort le 27 août 2008 à Erneuville.

## Carrière
En 45 combats professionnels, il a remporté 40 victoires contre 4 défaites et un match nul et a notamment été 6 fois champion d'Europe EBU dans la catégorie super-plumes entre 1984 et 1987 puis 2 fois en poids plumes l'année suivante. 
Après sa défaite en championnat du monde face au Vénézuélien Antonio Esparragoza à Namur le 2 juin 1989, Renard s'est retiré en Ardenne où il travaillait comme exploitant forestier. Il a mis fin à ses jours en se tirant deux balles dans la tête, laissant des lettres dans lesquelles il expliquait son geste par des problèmes conjugaux.